# Guido M. Berndt
Guido M. Berndt (* 2. Februar 1974 in Würzburg) ist ein deutscher Historiker mit dem Schwerpunkt in frühmittelalterlicher Geschichte.

## Leben
Guido Michael Berndt studierte Mittelalterliche Geschichte, Alte Geschichte und Kulturwissenschaftliche Anthropologie an der Universität Paderborn. Im Jahr 2005 wurde er bei Jörg Jarnut in Mittelalterlicher Geschichte mit einer Arbeit zur Geschichte der Vandalen promoviert, die 2007 publiziert wurde. 2009 veröffentlichte Berndt eine zweisprachige Ausgabe der Vita Meinwerci Episcopi Patherbrunnensis aus dem 12. Jahrhundert.
Von 2001 bis 2004 war er als Doktorand Stipendiat der DFG im Graduiertenkolleg Reiseliteratur und Kulturanthropologie. Zwischen 2005 und 2009 war er in unterschiedlichen Funktionen am Museum in der Kaiserpfalz Paderborn tätig, und von 2009 bis 2015 gehörte er der DFG-Forschergruppe Gewaltgemeinschaften an der Universität Erlangen-Nürnberg an. Seit 2016 war er als wissenschaftlicher Mitarbeiter an der Freien Universität Berlin im Arbeitsbereich Geschichte der Spätantike und des frühen Mittelalters tätig. Im Sommer 2018 war er Fellow an der DFG-Kolleg-Forschergruppe Migration und Mobilität in Spätantike und Frühmittelalter an der Universität Tübingen. Er war zudem seit dem Sommersemester 2016 Lehrbeauftragter an der Universität Bayreuth und lehrte daneben auch an der Universität Münster. Im Wintersemester 2019/20 vertrat er die Professur für Mittelalterliche Geschichte an der Universität Innsbruck. Seit 2022 unterrichtet er an einer Berliner Schule.
Berndts Forschungsschwerpunkte sind die Geschichte der Spätantike und des Frühmittelalters, insbesondere die Geschichte der Vandalen, Goten und Langobarden.

## Schriften (Auswahl)
- Konflikt und Anpassung. Studien zu Migration und Ethnogenese der Vandalen (= Historische Studien. 489). Matthiesen, Husum 2007, ISBN 978-3-7868-1489-4 (Zugleich: Paderborn, Universität, Dissertation, 2005).

als Herausgeber
- mit Roland Steinacher: Das Reich der Vandalen und seine (Vor-)Geschichten (= Österreichische Akademie der Wissenschaften, Philosophisch-Historische Klasse. Denkschriften. 366 = Forschungen zur Geschichte des Mittelalters. 13). Verlag der Österreichischen Akademie der Wissenschaften, Wien 2008, ISBN 978-3-7001-3822-8.
- Vita Meinwerci Episcopi Patherbrunnensis. = Das Leben Bischof Meinwerks von Paderborn. Text, Übersetzung, Kommentar (= MittelalterStudien. 21). Fink, München 2009, ISBN 978-3-7705-4914-6.
- mit Roland Steinacher: Arianism: Roman Heresy and Barbarian Creed. Ashgate, Farnham u. a. 2014, ISBN 978-1-4094-4659-0.